# Chamaeleo camerunensis
Chamaeleo camerunensis este o specie de cameleon din genul Chamaeleo, familia Chamaeleonidae, ordinul Squamata, descrisă de Müller 1909. Conform Catalogue of Life specia Chamaeleo camerunensis nu are subspecii cunoscute.